# Pipile cujubi
Il guan fischiatore golarossa (Pipile cujubi Pelzeln, 1858) è un uccello galliforme della famiglia dei cracidi. È diffuso in Bolivia e Brasile.

## Descrizione
P. cujubi misura tra i 69 e i 76 cm; P. c. nattereri pesa tra i 1.100 e i 1.300 g. Entrambe le sottospecie sono complessivamente nere con macchie bianche e nere sulle ali, possiedono una cresta bianca irsuta, macchioline bianche sul petto, pelle nuda blu pallido sul viso e una macchia golare rossa. La sottospecie nominale è più lucida di P. c. nattereri, con una lucentezza blu, e le chiazze alari bianche sono più piccole.

## Biologia
Voce
Il canto del guan fischiatore golarossa è "una serie crescente di chiari fischi", di solito fatti al mattino. Solitamente all'alba questi uccelli emettono un particolare ronzio ottenuto sbattendo le ali.
Alimentazione
Il guan fischiatore golarossa si nutre in stormi fino a circa 30 individui e talvolta in stormi misti con il guan fischiatore golablu, di solito nella chioma ma a volte a terra. I dettagli della sua dieta non sono stati documentati ma è noto che si nutre di frutta e fiori.
Riproduzione
Non si sa quasi nulla della fenologia riproduttiva di questa specie.

## Distribuzione e habitat
La sottospecie nominale è diffusa nel Brasile centro-settentrionale a sud del Rio delle Amazzoni, dal corso inferiore del fiume Madeira a est fino allo stato settentrionale del Pará. P. c. nattereri è presente nell'Amazzonia occidentale del Brasile in un'area approssimativamente delimitata dagli stati di Pará, Goiás, Amazonas e Rondônia e anche nella parte orientale del dipartimento di Santa Cruz in Bolivia. Abitano le foreste tropicali e semidecidue nelle pianure fino al 700 m (2 300 ft). Preferiscono foreste con un'altezza minima di 15 m (49 ft).

## Tassonomia
Le tassonomie dell'International Ornithological Committee (CIO), The Clements Checklist of Birds of the World e Handbook of the Birds of the World trattano il guan fischiatore golarossa come una delle quattro specie del genere Pipile. Il Comitato di classificazione sudamericano dell'American Ornithological Society, pur essendo d'accordo con le precedenti considerazioni, osserva che "le prove a sostegno del rango di specie per le quattro specie di Pipile sono deboli". Vari autori hanno invece proposto che il genere contenga una, due o tre specie, o che debba essere interamente incluso nel genere Aburria insieme al Guan dal bargiglio (A. aburri).
Allo stato attuale, P. cujubi presenta due sottospecie, quella nominale Pipile cujubi cujubi, e P. c. nattereri. Quest'ultima è talvolta considerata come una sottospecie di Guan fischiatore golablu (P. cumanensis) o come una specie a sé stante.

## Conservazione
La IUCN ha valutato P. cujubi come vulnerabile. È considerato abbastanza comune in comune in gran parte del suo vasto areale, ma è minacciato da caccia e deforestazione.